# Chiapas Fútbol Club
El Chiapas Fútbol Club, conegut com a Jaguares de Chiapas, fou un club de futbol mexicà de la ciutat de Tuxtla Gutiérrez, Chiapas.

## Història
El club va ser fundat el 27 de juny de 2002. L'any 2013 s'anuncià que el club es traslladava a la ciutat de Querétaro per reemplaçar el Querétaro FC descendit a segona. El mateix any el San Luis fou transferit a Tuxtla Gutiérrez i reanomenat Chiapas Fútbol Club. El 8 de juny de 2017 el club fou dissolt.

## Palmarès
- Copa Chiapas: 
  - 2003, 2005, 2007
- Copa Mesoamericana: 
  - 2011